# Yaacov Lozowick
Yaacov Lozowick (nacido 1957 en Bad Kreuznach) es un historiador israelí.

## Formación
Lozowick estudió en la Universidad Hebrea de Jerusalén. En 1982 obtuvo el bachelor en el estudio de historia y Filosofía judía, en 1984 saco su diploma en Pedagogía y en 1989 saco su maestría en historia moderna judía. En 1995 saco su doctorado acompañado por Saul Friedländer. Su tesis doctoral fue publicada en el 2000 en Alemania por la editorial Pendo-Verlag bajo el título Burócratas de Hitler. Eichmann, su obediente ejecutor y banalidad del mal.

## currículum laboral
A partir de 1990 educó historia en el Gymnasium Paul-Himmelfarb en Jerusalén y entre 1986 y 1989 historia judía. Después de haber trabajado en 1982 en un proyecto de investigación de Yad Vashem, fue director de seminarios para educadores para extranjero en la "International School for Holocaust Studies" entre 1989 y 1993. Inspirado por una propuesta del politólogo Andreas Maislinger inicializo en 1991 los primeros seminarios para profesores y educadores en alemán. 
Entre 1993 y el 2007 fue director del archivo de Yad Vashem.

## Publicaciones
- Burócratas de Hitler. editorial Pendo, Zürich Múnich 2000 ISBN 3-85842-390-4
- La Lucha de Existencia de Israel. Una Defensa moral contra sus Guerras. editorial Konkret Literatur, Hamburg 2006, ISBN 3-89458-237-5